# Elena Pirozhkova

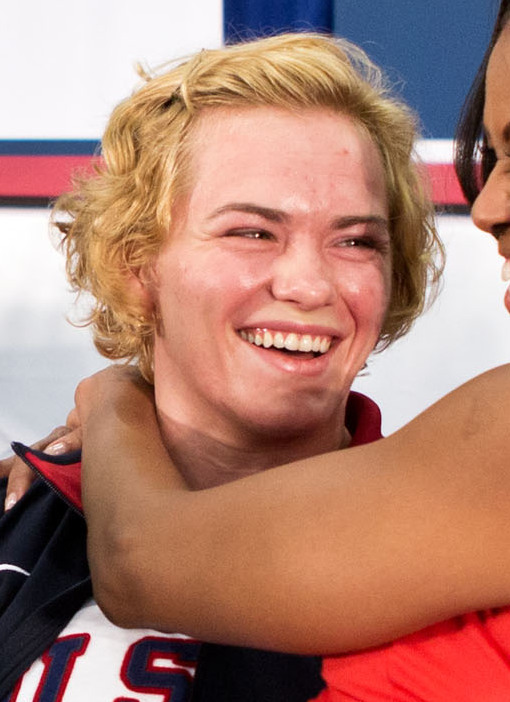
Elena Pirozhkova (links)

Elena Pirozhkova (russisch Елена Пирожкова, * 13. Oktober 1986 in Nowokusnezk, Russische SFSR, Sowjetunion) ist eine US-amerikanische Ringerin. Sie wurde 2010 und 2014 Vizeweltmeisterin und 2012 Weltmeisterin, jeweils in der Gewichtsklasse bis 63 kg.

## Werdegang
Elena Pirozhkova kam im Alter von drei Jahren zusammen mit ihren Eltern aus Sibirien in die Vereinigten Staaten. Die Familie wurde in Greenfield (Massachusetts) ansässig. Elena Pirozhkova hat noch sieben Geschwister. Einige ihrer Brüder begannen bald mit dem Ringen und Zuhause begann die kleine Elena spielerisch mit diesen Brüdern zu kämpfen und zu ringen. In der High School in Greenfield begann sie dann regelmäßig Ringen zu trainieren und beteiligte sich auch schon bald bei Wettkämpfen. Im Jahre 2006 erhielt sie die US-amerikanische Staatsbürgerschaft. Im Jahre 2008 ging sie nach Colorado Springs, um im Trainingszentrum des US-amerikanischen Ringerverbandes trainieren zu können. Ihr Trainer ist dort Wladislaw (Izzy) Izboinikow, der ebenfalls russischer Einwanderer in die Vereinigten Staaten ist. Sie gehört außerdem dem Gator Wrestling Club an.
Ihre ersten guten Ergebnisse hat Elena Pirozhkova als High-School- bzw. Studentenringerin zu verzeichnen. So belegte sie bei den US-amerikanischen Studentenmeisterschaften 2003 und 2004 jeweils dritte Plätze und holte sich im Jahre 2005 diesen Titel. 2004 belegte sie außerdem bei den US-amerikanischen Juniorenmeisterschaften den 4. Platz und im Jahre 2005 bei den gleichen Meisterschaften den 3. Platz. Erzielt wurden diese Ergebnisse in den Gewichtsklassen bis 63 bzw. 67 kg.
Im Jahre 2006 nahm Elena Pirozhkova erstmals an gut besetzten internationalen Turnieren in den Vereinigten Staaten, in Kanada und auch schon in Europa teil. Beim Sunkist-Kids-International-Open in Tempe (Arizona) gelang ihr dann der erste Aufsehen erregende Erfolg, als sie in der Gewichtsklasse bis 67 kg mit einem Sieg im Finale über Randi Miller, USA, Turniersiegerin wurde. 2007 nahm sie erstmals an den US-amerikanischen Meisterschaften und belegte dabei in der Gewichtsklasse bis 67 kg hinter Catherine Downing den 2. Platz. An der gleichen Ringerin scheiterte sie später auch bei der Weltmeisterschafts-Ausscheidung (Trials) des amerikanischen Ringerverbandes. Sie wurde 2007 aber bei den Pan-Amerikanischen Meisterschaften in San Salvador eingesetzt und kam dort in der Gewichtsklasse bis 67 kg hinter der Kanadierin Martine Dugrenier auf den 2. Platz.
Im Jahre 2008 drängten bei den US-amerikanischen Meisterschaften viele Ringerinnen in die Gewichtsklasse bis 63 kg, weil diese Gewichtsklasse im Gegensatz zu der bis 67 kg olympisch war. Auch Elena Pirozhkova startete in dieser Klasse, kam aber hinter Randi Miller, Sara McMann und Alaina Berube nur auf den 4. Platz. Bei den US-amerikanischen Olympia-Trials scheiterte sie schon in der Vorrunde an Tori Adams. Im Juli 2008 gelang ihr dann doch ein bemerkenswerter Erfolg. Sie wurde in Thessaloniki Universitäten-Weltmeisterin in der Gewichtsklasse bis 67 kg und schlug dabei im Endkampf die russische Spitzenringerin Natalja Kuksina. Da bei den Olympischen Spielen 2008 in Peking bei den Frauen nur vier Gewichtsklassen auf dem Programm standen, fanden im Oktober 2008 in Tokio noch eigens Weltmeisterschaften im Frauenringen statt. Elena Pirozhkova konnte sich dafür bei den US-amerikanischen Weltmeisterschafts-Trials durch Siege über Adeline Gray qualifizieren. Bei den Weltmeisterschaften in Tokio selbst kam sie zu einem Sieg über Monika Ewa Michalik aus Polen, unterlag aber in ihrem nächsten Kampf gegen Kateryna Burmistrowa aus der Ukraine und belegte den 8. Platz.
2009 wurde Elena Pirozhkova erstmals US-amerikanische Meisterin in der Gewichtsklasse bis 63 kg. Sie setzte sich auch bei den US-amerikanischen WM-Trials mit Siegen über Vanessa Oswalt durch. Vor den Weltmeisterschaften startete sich noch bei den Pan-Amerikanischen Meisterschaften in Maracaibo und gewann dort in der gleichen Gewichtsklasse vor Katherina Vidiaux Lopez aus Kuba und Stacie Anaka aus Kanada. Bei den Weltmeisterschaften dieses Jahres in Herning/Dänemark kam sie zu Siegen über Aysel Can aus der Türkei und Hang Jin-young aus Südkorea. Dann verlor sie gegen Ljubow Wolossowa aus Russland und verlor auch ihren ersten Trostrundenkampf gegen Justine Bouchard aus Kanada und belegte damit den 7. Platz.
Im Jahre 2010 wurde Elena Pirozhkova wieder US-amerikanische Meisterin in der Gewichtsklasse bis 63 kg und schlug dabei im Finale die Olympiazweite von 2004 Sara McMann. Ein weiterer großer Erfolg gelang ihr im Juli 2007 beim Canada-Cup in Guelph, wo sie im Finale der Gewichtsklasse bis 67 kg die amtierende Weltmeisterin Martine Dugrenier bezwang. Bei den Weltmeisterschaften im September 2010 in Moskau startete sie wieder in der Gewichtsklasse bis 63 und stellte sich dort in hervorragender Form vor. Sie siegte dort über Tatjana Sacharowa aus Kasachstan, Maria Teres Mendez aus Spanien, Katherina Vidiaux und Ljubow Wolossowa und stand damit im Finale der Doppelolympiasiegerin und sechsfachen Weltmeisterin Kaori Icho gegenüber. In der ersten Runde konnte sie diesen Kampf offen gestalten und verlor diese Runde bei einem 1:1-Punktestand nur durch die letzte Wertung der Japanerin. In der zweiten Runde war Kaori Icho aber mit einem Beinangriff erfolgreich, drehte Elena Pirozhkova dreimal durch und hatte diese Runde damit mit 6:0 Punkten gewonnen. Für Elena Pirozhkova blieb aber der Vizeweltmeistertitel. Einen Monat später gelang es ihr bei den Universitäten-Weltmeisterschaften in Turin in der Gewichtsklasse bis 67 mit drei Siegen erneut Universitäten-Weltmeisterin zu werden.
Das Jahr 2011 hat bisher den erneuten Titelgewinn von Elena Pirozhkova bei den USA-Meisterschaften zu verzeichnen. Sie bezwang dabei im Endkampf die frühere Weltmeisterin Kristie Davis (Kristie Marano) sicher nach Punkten (Gewichtsklasse bis 63 kg). Bei den Weltmeisterschaften dieses Jahres in Istanbul gab sie eine ausgezeichnete Figur ab. Sie gewann ihre ersten vier Kämpfe, verlor dann aber gegen Kaori Icho und Jing Ruixue, was sie auf den 5. Platz brachte. Etwas enttäuschend verliefen für sie dann allerdings die Pan Amerikanischen Spiele in Guadalajara, denn sie verlor dort etwas überraschend im Endkampf gegen Katherine Vidiaux Lopez aus Kuba. Bei den Olympischen Spielen in London verlor sie gleich ihren ersten Kampf gegen die Lettin Anastasija Grigorjeva. Da diese den Endkampf nicht erreichte, schied sie aus und kam nur auf den 14. Platz. Ein Trostpflaster und zwar ein ziemlich großes gab es dann für sei bei den Weltmeisterschaften 2012 im kanadischen Stathcona County. Sie besiegte dort nacheinander Hou Min-Wen aus Taiwan, Kyoko Kudo aus Japan, Shelok Dolma aus China und Tajbe Jusein aus Bulgarien und wurde damit Weltmeisterin.
Bei den Weltmeisterschaften 2013 in Budapest konnte sie ihren Titel nicht verteidigen, da sie im Achtelfinale gegen Sorondsonboldyn Battsetseg aus der Mongolei verlor. Sie konnte aber in der Trostrunde weiterringen und sicherte sich dort mit drei Siegen eine WM-Bronzemedaille. Bei den Weltmeisterschaften 2014 war sie wieder nahe daran, wieder Weltmeisterin zu werden. In der Gewichtsklasse bis 63 kg besiegte sie die Weltklasseringerinnen Anastasija Grigorjeva aus Lettland, Sorondsonboldyn Battsetseg, Danelle Lapage, Kanada und Monika Ewa Michalik aus Polen. Im Endkampf musste Elena Pirozhkova aber eine knappe Punktniederlage gegen Julija Ostaptschuk Tkach aus der Ukraine hinnehmen und wurde damit Vizeweltmeisterin.
2015 wechselte Elena Pirozhkova in die Gewichtsklasse bis 69 kg Körpergewicht. Sie tat sich in dieser Gewichtsklasse aber schwer und kam bei den Weltmeisterschaften in Las Vegas nach einem Sieg über Iliana Keju von den Marschall-Inseln und einer Niederlage gegen Jenny Fransson aus Schweden nur auf den 10. Platz.

## Internationale Erfolge
| Jahr | Platz | Wettbewerb                                              | Gewichtsklasse | Ergebnis |
| 2006 | 2.    | Dave-Schultz-Memorial in Colorado Springs               | bis 63 kg      | hinter Alaina Berube, vor Erin Tomas, beide USA und Audrey Prieto, Frankreich |
| 2006 | 1.    | Sunkist-Kids-International-Open in Tempe (Arizona)      | bis 67 kg      | vor Randi Miller und Heather Martin, beide USA |
| 2006 | 3.    | Clansmen-International in Burnaby                       | bis 67 kg      | hinter Randi Miller, USA und Megan Buydens, Kanada |
| 2006 | 2.    | Henri-Deglane-Challenge in Nizza                        | bis 67 kg      | hinter Randi Miller, vor Caroline dos Santos und Aurelie Gerlac, beide Frankreich |
| 2007 | 2.    | Guelph-Open                                             | bis 67 kg      | hinter Catherine Downing, USA, vor Stefanie Howorun, Kanada |
| 2007 | 3.    | Dave-Schultz-Memorial in Colorado Springs               | bis 67 kg      | hinter Catherine Downing und Maria Müller, Deutschland, vor Megan Buydens |
| 2007 | 1.    | Klippan-Lady-Open                                       | bis 67 kg      | vor Emma Weberg, Schweden und Julia Bartnowski, Russland |
| 2007 | 2.    | Pan Amerikanische Meisterschaften in San Salvador       | bis 67 kg      | hinter Martine Dugrenier, Kanada, vor Gloria Zavala Lugo, Venezuela und Elsa Sanchez, Dom. Rep. |
| 2007 | 2.    | Sunkist-Kids-International-Open in Phoenix (Arizona)    | bis 67 kg      | hinter Catherina Downing, vor Megan Buydens |
| 2007 | 1.    | Hargobind-International in Surrey                       | bis 67 kg      | vor Megan Buydens und Breanne Graham, beide Kanada |
| 2007 | 3.    | New-York-Athletic-Club-International-Open               | bis 67 kg      | hinter Catherina Downing und Asuka Sano, Japan |
| 2008 | 1.    | Pan Amerikanische Meisterschaften in Colorado Springs   | bis 67 kg      | vor Megan Dolan, Kanada |
| 2008 | 2.    | Klippan-Lady-Open                                       | bis 63 kg      | hinter Monika Ewa Michalik, Polen, vor Ljubow Wolossowa, Russland |
| 2008 | 1.    | Universitäten-WM in Thessaloniki                        | bis 67 kg      | vor Natalja Kuksina, Russland, Monika Szerencse, Ungarn und Megan Buydens |
| 2008 | 8.    | WM in Tokio                                             | bis 67 kg      | nach einem Sieg über Ewa Monika Michalik und einer Niederlage gegen Kateryna Burmistrowa, Ukraine |
| 2008 | 1.    | Hargobindf-International in Surrey                      | bis 63 kg      | vor Geetha Jakhar, Indien, Justine Bouchard und Danielle Lappage, beide Kanada |
| 2008 | 1.    | New-York-Athletic-Club-International-Open               | bis 63 kg      | vor Alaina Berube und Veronica Carlson, beide USA |
| 2009 | 2.    | Guelph-Open                                             | bis 63 kg      | hinter Justine Bouchard, vor Tonya Verbeek, beide Kanada |
| 2009 | 1.    | Dave-Schultz-Memorial in Colorado Springs               | bis 63 kg      | vor Veronica Carlson und Stefanie Stüber, Deutschland |
| 2009 | 5.    | Welt-Cup in Taiyuan                                     | bis 63 kg      | hinter Justine Bouchard, Alla Tscherkassowa, Ukraine, Meng Lili, China und Mio Nishimaki, Japan |
| 2009 | 1.    | Ukrainian-Memorial-International in Kiew                | bis 63 kg      | vor Irina Netreba, Ukraine, Aljona Kartaschowa und Jekaterina Melnikowa, beide Russland |
| 2009 | 1.    | Pan Amerikanische Meisterschaften in Maracaibo          | bis 63 kg      | vor Katherine Vidiaux Lopez, Kuba und Stacie Anaka, Kanada |
| 2009 | 1.    | Poland-Open in Warschau                                 | bis 63 kg      | vor Julija Ostaptschuk, Ukraine, Justine Bouchard und Diana Maria, Italien |
| 2009 | 7.    | WM in Herning/Dänemark                                  | bis 63 kg      | nach Siegen über Aysel Can, Türkei und Hang Jin-young, Südkorea und Niederlagen gegen Ljubow Wolossowa und Justine Bouchard                                                                                         |
| 2009 | 1.    | New-York-Athletic-Club-International-Open               | bis 63 kg      | vor Danielle Lappage und Stefanie Maierhofer, Österreich |
| 2010 | 5.    | Fila-Golden-Grand-Prix in Krasnojarsk                   | bis 63 kg      | hinter Seiko Nagoshima, Japan, Julija Ostaptschuk, Aljona Kartaschowa und Ljubow Wolossowa |
| 2010 | 2.    | Dave-Schultz-Memorial in Colorado Springs               | bis 63 kg      | hinter Justine Bouchard, vor Stefanie Stüber und Cheng Meng, China |
| 2010 | 3.    | Ukrainian-Memorial-International in Kiew                | bis 63 kg      | hinter Jelena Schalygina, Kasachstan und Ljubow Wolossowa |
| 2010 | 1.    | Pan Amerikanische Meisterschaften in Monterrey/Mexiko   | bis 63 kg      | vor Katherina Vidiaux Lopez, Kuba und Susana Velencia, El Salvador |
| 2010 | 1.    | Canada-Cup in Guelph                                    | bis 67 kg      | vor Martine Dugrenier und Erin Clodgo, USA |
| 2010 | 3.    | FILA-Grand-Prix in Baku                                 | bis 63 kg      | hinter Ewa Monika Michalik und Otschirbatyn Nasanburmaa, Mongolei |
| 2010 | 2.    | WM in Moskau                                            | bis 63 kg      | nach Siegen über Tatjana Sacharowa, Kasachstan, Maria Teres Mendez, Spanien, Katherina Vidiaux Lopez und Ljubow Wolossowa und einer Niederlage gegen Kaori Icho, Japan                                              |
| 2010 | 1.    | Universitäten-WM in Turin                               | bis 67 kg      | nach Siegen über Mariana Kolic, Frankreich, Bandsragtschiin Ojuunsüren, Mongolei und Elisabeth Williams, Kanada |
| 2010 | 2.    | New-York-Athletic-Club-International-Open               | bis 63 kg      | hinter Kristie Davis (Kristie Marano), USA, vor Alli Ragan, USA und Danielle Lappage |
| 2011 | 3.    | Dave-Schultz-International-Memorial in Colorado Springs | bis 63 kg      | hinter Ewa Monika Michalik und Sorondsonboldyn Battsetseg, Mongolei, vor Justine Bouchard |
| 2011 | 3.    | Grand-Prix Tourcoing                                    | bis 63 kg      | hinter Jing Ruixue, China u. Scharchüügiin Tümentsetseg, Mongolei, gemeinsam mit Aline Focken, Deutschland |
| 2011 | 5.    | Welt-Cup in Liévin                                      | bis 63 kg      | hinter Kaori Icho, Justine Bouchard, Jing Ruixue und Scharchüügiin Tümentsetseg |
| 2011 | 5.    | WM in Istanbul                                          | bis 63 kg      | nach Siegen über Sandra Roa Velandi, Kolumbien, Luz Clara Vazquez, Argentinien, Henna Johansson, Schweden und Laura Skujina, Lettland und Niederlage gegen Kaori Icho und Jing Ruixue                               |
| 2011 | 2.    | Pan Amerikanische Spiele in Guadalajara                 | bis 63 kg      | hinter Katherine Vidiaux Lopez, Kuba, vor Luz Clara Vazquez und Sandra Roa Velandi |
| 2012 | 1.    | Dave-Schultz-International-Memorial in Colorado Springs | bis 63 kg      | vor Danielle Lappage, Kanada, Erin Clodgo und Trinity Plessinger, beide USA |
| 2012 | 9.    | Pan-Amerikanische Meisterschaften in Colorado Springs   | bis 63 kg      | Siegerin: Sandra Roa Velandi vor Wendy Garcia Patino, Mexiko |
| 2012 | 7.    | Welt-Cup in Tokio                                       | bis 63 kg      | Siegerin: Kaori Icho vor Jing Ruixue und Ljubow Michailowna Wolossowa, Russland |
| 2012 | 1.    | Canada-Cup in Guelph                                    | bis 63 kg      | vor Justine Bouchard und Danielle Lappage, beide Kanada |
| 2012 | 14.   | OS in London                                            | bis 63 kg      | nach einer Niederlage gegen Anastasija Grigorjeva, Lettland |
| 2012 | 1.    | WM in Strathcona County/Kanada                          | bis 63 kg      | nach Siegen über Hou Min-Wen, Taiwan, Kayoko Kudo, Japan, Shelok Dolma, China und Tajbe Jusein, Bulgarien |
| 2013 | 2.    | Welt-Cup in Ulan-Baator                                 | bis 63 kg      | hinter Sorondsonboldyn Battsetseg, Mongolei, vor Yurika Ito, Japan |
| 2013 | 1.    | Großer Preis von Spanien in Madrid                      | bis 63 kg      | vor Jackeline Renterio Castillo, Kolumbien, Henna Johansson, Schweden und Anastasija Bratschikowa, Russland |
| 2013 | 3.    | WM in Budapest                                          | bis 63 kg      | nach einem Sieg über Hayat Farag, Ägypten, einer Niederlage gegen Sorondsonboldyn Battsetseg, Mongolei und Siegen über Nathaly Josefina Griman Herrera, Venezuela, Maria Diana, Italien und Anastasija Bratschikowa |
| 2013 | 1.    | Golden-Grand-Prix in Baku                               | bis 67 kg      | vor Alina Stadnyk-Machynja, Ukraine |
| 2013 | 1.    | Henri-Deglane-Challenge in Nizza                        | bis 67 kg      | vor Laura Skujina Lettland, Dalma Caneva, Italien und Mathilia Bounxosiane, Frankreich |
| 2014 | 2.    | Dave-Schultz-Memorial in Colorado Springs               | bis 69 kg      | hinter Randi Miller, USA, vor Zhou Feng, China und Elmira Sydzkowa, Kasachstan |
| 2014 | 1.    | Großer Preis von Spanien in Madrid                      | bis 63 kg      | vor Henna Johansson, Schweden, Monika Ewa Michalik, Polen und Julija Pronzewitsch, Russland |
| 2014 | 1.    | Golden-Grand-Prix in Baku                               | bis 63 kg      | vor Yurika Ito, Japan und Julija Ostaptschuk-Tkach, Ukraine |
| 2014 | 2.    | WM in Taschkent                                         | bis 63 kg      | nach Siegen über Anastasija Grigorjeva, Lettland, Sorondsonboldyn Battsetseg, Danielle Lappage, Kanada und Monika Ewa Michalik, Polen und einer Niederlage gegen Julija Ostaptschuk-Tkach, Ukraine                  |
| 2015 | 1.    | Dave-Schultz-Memorial in Colorado Springs               | bis 69 kg      | vor Randi Miller und Luz Clara Vazquez, Argentinien |
| 2015 | 1.    | Granma-Cup in Havanna                                   | bis 69 kg      | vor Aline Focken, Deutschland, Yudaris Sanchez, Kuba und Cinthia Morales, Mexiko |
| 2015 | 3.    | Großer Preis von Spanien in Madrid                      | bis 69 kg      | hinter Zhou Feng und Tamyra Mensah, USA |
| 2015 | 10.   | WM in Las Vegas                                         | bis 69 kg      | nach einem Sieg über Iliana Keju, Marshall Islands und einer Niederlage gegen Jenny Fransson, Schweden |

## USA-Meisterschaften
| Jahr | Platz | Gewichtsklasse | Ergebnis                                            |
| 2007 | 2.    | bis 67 kg      | hinter Catherine Downing, vor Stefanie Shaw         |
| 2008 | 4.    | bis 63 kg      | hinter Randi Miller, Sara McMann und Alaina Berube  |
| 2009 | 1.    | bis 63 kg      | vor Vanessa Oswalt und Veronica Carlson             |
| 2010 | 1.    | bis 63 kg      | vor Sara McMann und Veronica Carlson                |
| 2011 | 1.    | bis 63 kg      | vor Kristie Davis (Kristie Marano) und Alli Ragan   |
| 2013 | 1.    | bis 63 kg      | vor Erin Clodgo, Jennifer Page und Amanda Hendey    |
| 2014 | 1.    | bis 63 kg      | vor Erin Clodgo, Leigh Jaynes und Olivia Seppini    |
| 2015 | 1.    | bis 69 kg      | vor Randi Miller, Veronica Carlsson und Kayla Aggio |

Erläuterungen
- alle Wettbewerbe im freien Stil
- OS = Olympische Spiele, WM = Weltmeisterschaften